# Pablo Mieres

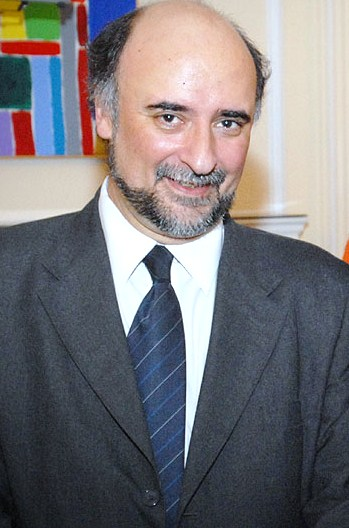
Pablo Mieres

Pablo Andrés Mieres Gómez (* 30. Juli 1959 in Montevideo) ist ein uruguayischer Rechtsanwalt, Soziologe und Politiker.
Mieres, Doktor der Rechts- und Sozialwissenschaften, gehört der Partido Independiente an, deren Vorsitzender er auch ist.
Nachdem er bereits stellvertretender Abgeordneter vom 1. Oktober 1988 bis 1. November 1988 in der 42. Legislaturperiode für die Partido Demócrata Cristiano (Frente Amplio) und in der 43. Legislaturperioden für zwei Tage für die Partido Por el Gobierno del Pueblo war, hatte er in der 45. Legislaturperiode vom 15. Februar 2000 bis zum 14. Februar 2005 ein volles Mandat für das Departamento Montevideo als Vertreter der Partei Nuevo Espacio in der Cámara de Representantes inne.
Mieres kandidierte zudem bei der Wahl des Präsidenten im Jahr 2004. Dabei erhielt er 1,84 % der Wählerstimmen; Tabaré Vázquez erhielt 50,45 Prozent. Bei der Wahl 2009 kandidierte er erneut; er erhielt 57.360 Stimmen (2,49 %). José Mujica von der Frente Amplio wurde Präsident. 